# Anisodes diplosticta
Anisodes diplosticta är en fjärilsart som beskrevs av Louis Beethoven Prout 1918. Anisodes diplosticta ingår i släktet Anisodes och familjen mätare. Inga underarter finns listade i Catalogue of Life.